# Bolborhinum geotrupoides
Bolborhinum geotrupoides is een keversoort uit de familie cognackevers (Bolboceratidae). De wetenschappelijke naam van de soort werd in 1840 gepubliceerd door Francis de Laporte de Castelnau in Brullé.